# مليندا كرين
مليندا كرين (بالألمانية: Melinda Crane؛ بالإنجليزية: Melinda Crane) هي صحفية ألمانية وأمريكية، ولدت في 18 نوفمبر 1956 في بوسطن في الولايات المتحدة.

## وصلات خارجية
- مليندا كرين على موقع IMDb (الإنجليزية)